# Окулово (Яхреньгское сельское поселение)
Окулово — деревня в Подосиновском районе Кировской области в составе Яхреньгского сельского поселения. Расположена на западе района, примерно в 22 км к юго-западу от райцентра Подосиновец, в 1 км от правого берега реки Юг. Ближайшие населённые пункты — Заболотье в 0,8 км на северо-восток и Старое Конево в 0,4 км на юго-запад.

### История
Документально известна по Списку населенных мест Вологодской губернии за 1859 год, как деревня казенная при реке Юг под двойным названием Тимофеевская-Окулово. На этот период деревня с числом дворов 17 и жителей 102 человека была уже центром Тимофеевского (Окуловского) сельского общества Осановской волости Никольского уезда Вологодской губернии.
В 1860-х годах, после земской реформы Александра II, Осановская волость была поделена на 4 волости и деревня Окулово вошла в Яхреньгскую волость. По метрическим книгам Яхреньгской Николаевской церкви деревня Окулово входила в приход этой церкви.
В деревне на период 1906—1918 гг проживали семьи под фамилиями: Подгорбунские, Гурьевские, Окуловские. По одной семье проживали Злобиных, Пономарёвых. 1871 г. — число ревизорских душ мужского пола — 51, 1913 г. — число домохозяйств/душ населения — 28/166 , 1917 г. -число дворов/число душ мужских и женских —29/86 и 88 соответственно , 1929 г. — число дворов/жителей — 29/163 , 1939 г. — число жителей — 102 , 1989 г. — число жителей — 15, 2011 г. — 3 жителя.
Дома расположены в три ряда, каждый ряд домов фасадами к реке. Позади деревни — болото, лес, а впереди — поля, озеро, заливной луг, река на расстоянии одного километра от неё. Несмотря на то, что в зимнее время в деревне проживают мало жителей летом съежаются многие и проводится ежегодный День Деревни.